# Farnblüte
Die magische Farnblüte ist ein Motiv der baltischen und slawischen Mythologie, das eine wichtige Rolle bei der Sommersonnwendfeier spielt. Gemäß der volkstümlichen Überlieferung wird bestimmten Pflanzen in der Mittsommernacht zauberkräftige Wirkung zugeschrieben. Vom Farn nahm man an, dass sich seine Blüte nur zu Mitternacht am längsten Tag des Jahres öffneten.

## Litauische Tradition

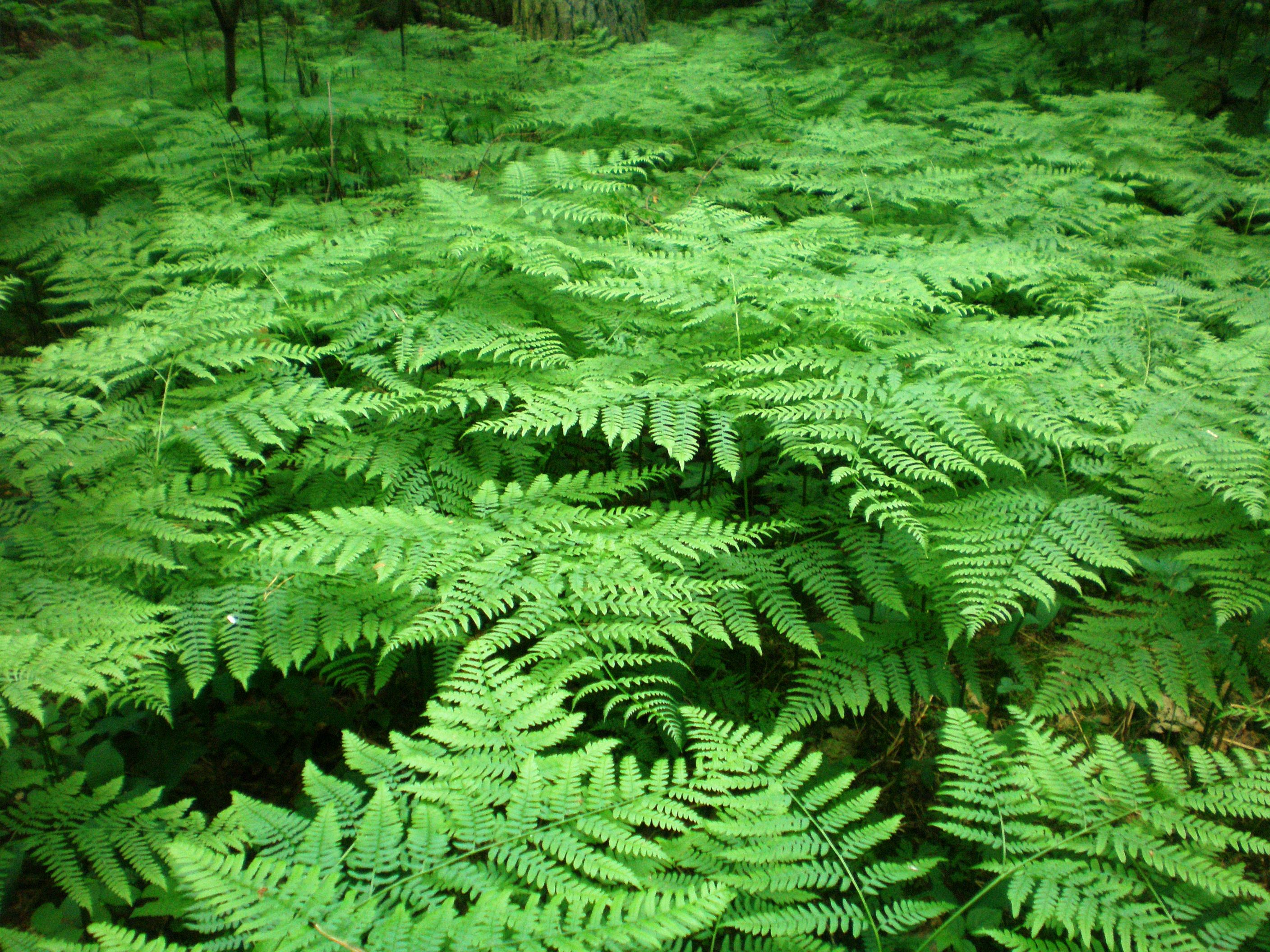
Adlerfarn-Bestand (Pteridium aquilinum) in Litauen

In Litauen ist der Johannistag (24. Juni) traditionell der Tag des Jahres, an dem sich Gegensätze vereinigen und die Menschen nach innerer Läuterung streben. Magische Bedeutung kommt der Johannisnacht (Nacht vom 23. zum 24. Juni) zu – an diesem Zeitpunkt haben Pflanzen und das Wasser heilende Wirkung und Zauberkräfte. Werden sie in dieser Nacht gesammelt, können sie anschließend als Heilmittel, aber auch zur Erhöhung der Bodenfruchtbarkeit verwendet werden.
Genau um Mitternacht öffnet sich die Farnblüte, die den Finder allwissend machen soll, den Weg zu verborgenen Schätzen weist, die Gedanken anderer Menschen lesen und die Sprache der Tiere verstehen lässt, sowie die Fähigkeit verleiht, den Tod eines Menschen vorherzusagen. Eine alte litauische Redewendung verbindet Schlauheit mit dem Auffinden der Farnblüte: gudri kaip paparčio žiedą suradusi / turinti – „so schlau wie jemand, der eine Farnblüte gefunden hat“.
Um die Blüte aufzuspüren, suchen die Litauer in der Johannisnacht (Mittsommernacht) die Wälder auf. Sobald man einen passenden Farn entdeckt hat, gilt es, böse Geister und Hexen, die ebenfalls alles daran setzen, Farnblüten zu erspähen, fernzuhalten – mit Bergeschenzweigen zieht der Finder einen magischen Kreis um sich, um dann vor dem Farnkraut niederzuknien und zu beten. Nach dem Volksglauben werden finstere Mächte versuchen, den Betenden mit allerlei Geräuschen abzulenken, so dass er den kurzen Augenblick, für den sich die magische Farnblüte öffnet, verpasst. Die schrecklichen Dinge, die der Betende möglicherweise sieht oder hört, stehen für seine Sünden, und erst, wenn er durch innere Läuterung einen reinen Seelenzustand erreicht hat, vermag er die Farnblüte wahrzunehmen. Ihre glänzendes Rot oder ihre Regenbogenfarben stehen nach traditioneller Deutung für die Vereinigung von Feuer und Wasser.

## Lettische und estnische Tradition
In der lettischen und estnischen Mythologie öffnet sich die Farnblüte nur in der Jāņi- bzw. Jaaniõhtu- oder Jaaniöö-Nacht, der lettischen bzw. estnischen Sommersonnwendfeier. In den beiden nördlichen baltischen Staaten ist sie vor allem ein Symbol für Fruchtbarkeit. Wenn junge Paare in dieser Nacht die Wälder aufsuchen, um die „Farnblüte zu suchen“, umschreibt dies erotische Zweisamkeit. So wird eine Schwangerschaft euphemistisch „Farnblüte“ genannt. Nicht umsonst trägt eine lettische Nichtregierungsorganisation, die Jugendliche über Aspekte ihrer Sexualität aufklären soll, den Namen Papardes zieds – Farnblüte.

## Slawische Tradition
Im slawischen Volksglauben öffnet sich die Farnblüte ebenfalls nur einen kurzen Augenblick in der Nacht vor der Sommersonnenwende (Iwan-Kupala-Tag). Sie gilt, analog der baltischen Tradition, als Glücksbringer – in Märchen hat sie heilende Kräfte oder lässt den Finder die Sprache der Tiere verstehen.

## Blühende Farne
Wenngleich Farne keine Blüten haben, gehen Forscher von einem realen Kern der Farnblüte aus. So war die Klassifizierung der Pflanzen in früheren Zeiten weit von der heutigen wissenschaftlichen Genauigkeit entfernt und Verwechslungen mit bestimmten Blühpflanzen aufgrund ihrer äußeren Ähnlichkeit mit Farnen möglich. Tatsächlich öffnen sich die Blüten einiger dieser Pflanzen nachts.
Bei bestimmten Farnen wie dem Königsfarn (Osmunda regalis) treten Sporangien in Haufen auf, die Blüten sehr ähnlich sehen, so dass diese Pflanzen als „blühende Farne“ bezeichnet werden.